# Erateina rustica
Erateina rustica är en fjärilsart som beskrevs av Max Joseph Bastelberger 1909. Erateina rustica ingår i släktet Erateina och familjen mätare. Inga underarter finns listade i Catalogue of Life.